# Савково (Ивановская область)
Савково — деревня в Родниковском районе Ивановской области России. Входит в состав Филисовского сельского поселения.

## География
Находится в центральной части Ивановской области на расстоянии приблизительно 5 километров на северо-восток по прямой от районного центра города Родники.

## История
В 1872 году здесь (тогда деревня Юрьевецкого уезда Костромской губернии) был учтён 21 двор, в 1907 году — 47.

## Население
Постоянное население составляло 140 человек (1872 год), 205 (1897), 234 (1907), 25 в 2002 году (русские 100 %), 36 в 2010.